# Premis Rei Jaume I
Els premis Rei Jaume I van ser creats l'any 1989 per afavorir l'atansament en estudis i recerca científica, entre les diferents entitats científiques i les empresarials per a la promoció de la recerca i el desenvolupament científic a Espanya. Els premis són atorgats per la Fundació Premis Rei Jaume I, constituïda per la Generalitat Valenciana i la Fundació Valenciana d'Estudis Avançats amb la finalitat de consolidar i impulsar els premis. Són d'àmbit estatal, de convocatòria anual i cadascun d'ells està dotat amb 10.000 euros, medalla d'or i diploma; a més formaran part de l'Alt Consell Consultiu en investigació i desenvolupament de la Presidència de la Generalitat Valenciana amb la finalitat d'assessorar la Presidència de la Generalitat Valenciana en matèria d'Investigació, desenvolupament i innovació tecnològica.
Entre els membres del jurat es poden destacar: Werner Arber, Premi Nobel de Medicina 1978; David Baltimore, Premi Nobel de Medicina 1975; Baruch Blumberg, Premi Nobel de Medicina 1976; Steven Chu, Premi Nobel de Física 1997; Jean Dausset, Premi Nobel de Medicina 1980; Renato Dulbecco, Premi Nobel de Medicina 1975; Gerald M. Edelman, Premi Nobel de Medicina 1972; Richard Ernst, Premi Nobel de Química 1991; Edmond H. Fischer, Premi Nobel de Medicina 1992; Robert Fogel, Premi Nobel d'Economia 1993; Jerome Isaac Friedman, Premi Nobel de Física 1990; Daniel Carleton Gajdusek, Premi Nobel de Medicina 1976.
Les categories existents són investigació, investigació mèdica, noves tecnologies, emprenedor, economia, protecció del medi ambient, urbanisme i compromís social.

## Investigació
| Any  | Guardonat[2]                                     | Activitat                       | Origen              |
| ---- | ------------------------------------------------ | ------------------------------- | ------------------- |
| 1989 | Manuel Losada Villasante                         | Bioquímica                      | Andalusia           |
| 1990 | Julio Rodriguez Villanueva                       | Microbiologia                   | Astúries            |
| 1991 | Miguel Ángel Alario y Franco                     | Química                         | Madrid              |
| 1992 | Facundo Valverde García Carlos Belmonte Martínez | Medicina i Cirurgia Fisiologia  | · Castella-la Manxa |
| 1993 | Alberto Muñoz Terol                              | Biologia                        | Múrcia              |
| 1994 | Margarita Salas Falgueras                        | Bioquímica                      | Astúries            |
| 1995 | Enrique Cerdá Olmedo                             | Genètica                        | Andalusia           |
| 1996 | Ginés Morata Pérez                               | Biologia                        | Andalusia           |
| 1997 | Mateo Valero Cortés                              | Arquitectura d'ordinadors       | Aragó               |
| 1998 | José López Barneo                                | Fisiologia                      | Andalusia           |
| 1999 | Luis Oro Giral                                   | Química                         | Aragó               |
| 2000 | Eduardo Soriano García                           | Biologia                        | Catalunya           |
| 2001 | Rafael Rebolo López                              | Astrofísica                     | Múrcia              |
| 2002 | Joan Modolell i Mainou                           | Química                         | Catalunya           |
| 2003 | Carlos Martínez Alonso                           | Immunologia i Oncologia         | Castella i Lleó     |
| 2004 | Carlos López Otín                                | Bioquímica i Biologia molecular | Aragó               |
| 2005 | José Joaquín Barluenga Mur                       | Química                         | Aragó               |
| 2006 | Fernando Reinoso Suarez                          | Medicina                        | Andalusia           |
| 2007 | María A. Blasco Marhuenda                        | Biologia                        | País Valencià       |
| 2008 | José Bernabéu Alberola                           | Física                          | País Valencià       |
| 2009 | María Ángela Nieto Toledano                      | Bioquímica i Biologia molecular | País Valencià       |
| 2010 | Ernesto Carmona Guzmán                           | Química                         | Andalusia           |
| 2011 | Óscar Marín Parra                                | Biologia                        | Madrid              |
| 2012 | Nazario Martín León                              | Química                         | Madrid              |
| 2013 | Manel Esteller Badosa                            | Biologia                        | Catalunya           |
| 2014 | Ángel Rubio Secades                              | Física                          | Astúries            |
| 2015 | Luis Manuel Liz Marzán                           | Química                         | País Basc           |
| 2016 | Francesc Joan Martínez Mojica                    | Biologia                        | País Valencià       |
| 2017 | Fernando Martín García                           | Química                         | Madrid              |
| 2018 | María Vallet Regí                                | Química                         | Madrid              |
| 2019 | Xavier Tolsa Domènech                            | Matemàtica                      | Catalunya           |
| 2020 | Francisco José García Vidal                      | Física                          | Madrid              |
| 2021 | Licia Verde                                      | Física                          | Catalunya           |
| 2022 | Jesús María Sanz Serna                           | Matemàtica                      | Madrid              |
| 2023 | Antonio Echavarren Pablos                        | Química                         | Catalunya           |
| 2024 | Antonio Acín Dal Maschio                         | Física                          | Catalunya           |

## Investigació Mèdica
| Any  | Guardonat[3]                 | Activitat                 | Origen            |
| ---- | ---------------------------- | ------------------------- | ----------------- |
| 1993 | José María Segovia de Arana  | Patologia mèdica          | Castella-la Manxa |
| 1994 | Francisco Navarro López      | Cirurgia coronària        |                   |
| 1995 | Ciril Rozman i Borsnar       | Patologia mèdica          | Catalunya         |
| 1996 | Mercedes Ruiz Moreno         | Pediatria                 |                   |
| 1997 | Juan Luis Barcia Salorio     | Neurocirurgia             | País Valencià     |
| 1998 | Gabriella Morreale de Castro | Biomedicina               |                   |
| 1999 | Rafael Matesanz Acedos       | Nefrologia                | Madrid            |
| 2000 | Justo J. García Yébene       | Neurologia                |                   |
| 2001 | Manuela Martínez Regúlez     | Pediatria                 |                   |
| 2002 | Rafael Carmena Rodríguez     | Endocrinologia            | País Valencià     |
| 2003 | Antonio Bayes De Luna        | Cardiologia               |                   |
| 2004 | Antonio Pellicer Martínez    | Obstetrícia i Ginecología | País Valencià     |
| 2005 | Felipe Casanueva Freijo      | Endocrinologia            |                   |
| 2006 | Francesc Xavier Bosch i José | Oncologia i Epidemiologia | Catalunya         |
| 2007 | Carlos Macaya Miguel         | Cardiologia vascular      | Catalunya         |
| 2008 | José Baselga Torres          | Oncologia                 |                   |
| 2009 | Ángel Carracedo Álvarez      | Medicina legal            | Galícia           |
| 2010 | José Mir Pallardó            | Cirurgia hepàtica         | País Valencià     |
| 2011 | Carlos Antonio Simón Vallés  | Obstetrícia i Ginecología |                   |
| 2012 | Jesús Egido de los Ríos      | Nefrologia                |                   |
| 2013 | Jesús San Miguel Izquierdo   | Hematologia               |                   |
| 2014 | Lina Badimon Maestro         | Farmàcia                  |                   |
| 2015 | Josep Brugada Terradellas    | Cardiologia               |                   |
| 2016 | Elías Campo Güerri[4]        | Cardiologia               |                   |
| 2017 | Josep Dalmau Obrador         | Cardiologia               | Catalunya         |
| 2018 | Dolores Corella Piquer       | Farmàcia                  | País Valencià     |
| 2019 | Pura Muñoz Cánoves           | Farmàcia                  | País Valencià     |
| 2020 | Miguel Beato del Rosal       |                           | Catalunya         |
| 2021 | Eduard Batlle Gómez          |                           | Catalunya         |
| 2022 | Antonio de Lacy Fortuny      | Cirugia                   | Catalunya         |
| 2023 | Guillermina López Bendito    | Neurobiologia             | País Valencià     |
| 2024 | Xavier Trepat Guixer         | Mecanobiologia            | Catalunya         |

## Noves Tecnologies
| Any  | Guardonat[5]                 | Activitat                                                      | Origen          |
| ---- | ---------------------------- | -------------------------------------------------------------- | --------------- |
| 2000 | Avelino Corma Canos          |                                                                | País Valencià   |
| 2001 | Eduardo Primo Yúfera         |                                                                | Múrcia          |
| 2002 | Agustín Escardino Benlloch   |                                                                | País Valencià   |
| 2003 | Eugenio Coronado Miralles    |                                                                | País Valencià   |
| 2004 | Luis Navarro Lucas           |                                                                |                 |
| 2005 | Fernando Briones             |                                                                | Madrid          |
| 2006 | José Francisco Duato Marín   |                                                                | País Valencià   |
| 2007 | Antonio Barrero Ripoll       |                                                                | Madrid          |
| 2008 | José María Benlloch Baviera  |                                                                | País Valencià   |
| 2009 | Juan Antonio Rubio Rodríguez |                                                                |                 |
| 2010 | Manuel Martín Neira          |                                                                |                 |
| 2011 | María José Alonso Fernández  |                                                                | Castella i Lleó |
| 2012 | José Company Francoy         |                                                                | País Valencià   |
| 2013 | Antonio González Colas       |                                                                |                 |
| 2014 | Javier García Martínez       |                                                                |                 |
| 2015 | Pablo Artal                  |                                                                |                 |
| 2016 | Hermenegildo García Gómez    |                                                                |                 |
| 2017 | Susana Marcos Celestino      |                                                                | Castella i Lleó |
| 2018 | Ramón Martínez-Máñez         |                                                                |                 |
| 2019 | Aníbal Ollero Baturone       |                                                                | Andalusia       |
| 2020 | Laura Lechuga Gómez[6][7]    | Biosensors                                                     | Catalunya       |
| 2021 | Nuria Oliver Ramírez         | Intel·ligència artificial                                      | País Valencià   |
| 2022 | Montserrat Calleja Gómez     |                                                                |                 |
| 2023 | Daniel Maspoch Comamala      | Nanoquímica i Materials Supramoleculars                        | Catalunya       |
| 2024 | Luis Serrano Pubull          | Biologia de sistemes, biologia sintètica, disseny de proteïnes | Catalunya       |

## Emprenedor
| Any  | Guardonat[8]                   | Activitat | Origen    |
| ---- | ------------------------------ | --------- | --------- |
| 2010 | Emilio Mateu Sentamans         |           |           |
| 2011 | José Javier Chamorro Rebollo   |           |           |
| 2012 | Noriel Pavón Hernández         |           |           |
| 2013 | Pedro Espinosa Martínez        |           |           |
| 2014 | José Tomás Claramonte          |           |           |
| 2015 | Óscar Landeta Elorz            |           |           |
| 2016 | Alberto Gutiérrez Garrido      |           |           |
| 2017 | Alicia Asín Pérez              |           |           |
| 2018 | Enrique Silla Vidal            |           |           |
| 2019 | Carlota Pi Amorós[9]           |           | Catalunya |
| 2020 | Verónica Pascual Boé           |           |           |
| 2021 | Benito Jiménez Cambra          |           |           |
| 2022 | Ángela Pérez Pérez             |           |           |
| 2023 | Alfonso Jiménez Rodríguez-Vila |           |           |
| 2024 | Víctor Amarnani                |           |           |

## Economia
| Any  | Guardonat[10]                                  | Activitat                                    | Origen                    |
| ---- | ---------------------------------------------- | -------------------------------------------- | ------------------------- |
| 1991 | Antoni Espasa Terrades Julio Alcaide Inchausti | Fonament de l'Anàlisi Econòmica Estadística  | País Valencià · Andalusia |
| 1992 | Vicente Salas Fumás Álvaro Cuervo García       | Organització d'Empresa Economia de l'Empresa | Aragó · Astúries          |
| 1993 | Enrique Fuentes Quintana                       | Hisenda Pública                              | Castella i Lleó           |
| 1994 | Joan Sardà i Dexeus                            | Economia                                     | Catalunya                 |
| 1995 | Fabià Estapé i Rodríguez                       | Política Econòmica                           | Catalunya                 |
| 1996 | Juan Velarde Fuertes                           | Economia Aplicada                            | Astúries                  |
| 1997 | Ramón Tamames Gómez                            | Estructura Econòmica                         | Madrid                    |
| 1998 | José Barea Tejeiro                             | Hisenda Pública                              | Andalusia                 |
| 1999 | Jaime Lamo de Espinosa Michels de Champourcin  | Economia i Comercialització Agrària          | Madrid                    |
| 2000 | José Buenaventura Terceiro Lomba               | Economia aplicada                            | Galícia                   |
| 2001 | José Viñals Iñiguez                            | Economia                                     | Madrid                    |
| 2002 | Luis Gámir Casares                             | Política econòmica                           | Madrid                    |
| 2003 | Pedro Schwartz Girón                           | Història de les Doctrines Econòmiques        | Madrid                    |
| 2004 | Jordi Galí Garreta                             | Economia Keynesiana                          | Catalunya                 |
| 2005 | Agustín Maravall Herrero                       | Economia                                     | Madrid                    |
| 2006 | Luis Ángel Rojo Duque                          | Fonaments de l'Anàlisi Econòmica             | Madrid                    |
| 2007 | Joan Maria Esteban Marquillas                  | Anàlisi Econòmica                            | Catalunya                 |
| 2008 | Salvador Barberà Sandez                        | Ciències econòmiques                         | Catalunya                 |
| 2009 | Gonzalo Anes Álvarez de Castrillón             | Ciències econòmiques                         | Astúries                  |
| 2010 | Rafael Repullo Labrador                        | Ciències econòmiques                         | Veneçuela                 |
| 2011 | Daniel Peña Sánchez de Rivera                  | Estadística econòmica                        | Madrid                    |
| 2012 | Manuel Arellano                                | Econometria                                  | País Valencià             |
| 2013 | Xavier Vives                                   | Microeconomia                                | Catalunya                 |
| 2014 | Enrique Sentana Ibáñez                         | Economia financera                           | País Valencià             |
| 2015 | Juan José Dolado Lobregad                      | Macroeconomia                                | Aragó                     |
| 2016 | Albert Marcet Torrens                          | Macroeconomia                                | Catalunya                 |
| 2017 | Carmen Herrero Blanco                          | Anàlisi Econòmica.                           | Madrid                    |
| 2018 | Xavier Freixas Dargallo                        |                                              | Catalunya                 |
| 2019 | José García Montalvo                           |                                              | País Valencià             |
| 2020 | Diego Puga Pequeño                             |                                              | Madrid                    |
| 2021 | Antonio Cabrales Goitia                        |                                              | Madrid                    |
| 2022 | Marta Reynal Querol                            |                                              | Catalunya                 |
| 2023 | Olympia Bover Hidiroglu                        |                                              | Madrid                    |
| 2024 | Francisco Pérez García                         |                                              | País Valencià             |

## Protecció del Medi Ambient
| Any  | Guardonat[11]                    | Activitat | Origen        |
| ---- | -------------------------------- | --------- | ------------- |
| 1995 | Francisco García Novo            |           |               |
| 1996 | José Luis Rubio Moreno           |           |               |
| 1997 | José María Baldasano Recio       |           | Catalunya     |
| 1998 | Filiberto López-Cadenas de Llano |           |               |
| 1999 | Antonio Luque López              |           |               |
| 2000 | Ramón Martín Mateo               |           |               |
| 2001 | Víctor de Lorenzo Prieto         |           |               |
| 2002 | Rafael M. Jiménez Díaz           |           |               |
| 2003 | Miguel Delibes de Castro         |           |               |
| 2004 | Álex Aguilar                     |           |               |
| 2005 | Joan Grimalt Obrador             |           | Catalunya     |
| 2006 | Rafael Fernández Rubio           |           |               |
| 2007 | Damià Barceló Culleres           |           | Catalunya     |
| 2008 | Miquel Canals Artigas            |           | Catalunya     |
| 2009 | Carlos Manuel Duarte Quesada     |           | Illes Balears |
| 2010 | Jordi Bascompte Sacrest          |           | Andalusia     |
| 2011 | Sixto Malato Rodríguez           |           | Andalusia     |
| 2012 | Juan Luis Ramos Martín           |           | Andalusia     |
| 2013 | Xavier Querol Carceller          |           | Catalunya     |
| 2014 | Pedro Jordano Barbudo            |           | Andalusia     |
| 2015 | Josep Peñuelas Reixach           |           | Catalunya     |
| 2016 | Miguel Bastos Araújo             |           | Madrid        |
| 2017 | Anna Maria Traveset Vilaginés    |           | Illes Balears |
| 2018 | Íñigo J. Losada Rodríguez        |           | Cantàbria     |
| 2019 | José Antonio Sobrino Rodríguez   |           | País Valencià |
| 2020 | Fernando Maestre Gil             |           | Madrid        |
| 2021 | Fernando Valladares Ros          |           | Madrid        |
| 2022 | Emilio Chuvieco Salinero         |           | Madrid        |
| 2023 | Carlota Escutia Dotti            |           | Andalusia     |
| 2024 | Sergio M. Vicente Serrano        |           | Catalunya     |

## Urbanisme, Paisatge i Sostenibilitat
| Any  | Guardonat[12]               | Activitat                                                                       | Origen    |
| ---- | --------------------------- | ------------------------------------------------------------------------------- | --------- |
| 2005 | Fernando de Terán           | Professor Emèrit de la Universitat Politècnica de Madrid.                       | Madrid    |
| 2006 | Antonio Lamela Martínez     | Doctor en Arquitectura. Autor de la Terminal 4 de l'Aeroport de Madrid Barajas. | Madrid    |
| 2007 | Alfonso Vegara Gómez        | Doctor Arquitecte Especialitat Urbanisme. President Fundació Metrópoli.         | Madrid    |
| 2008 | Manuel Solà-Morales i Rubio | Doctor Arquitecte. Estudi Professional Urbanisme, Disseny Urbà i Arquitectura.  | Catalunya |
| 2009 | Joan Nogué Font             | Catedràtic de Geografia Humana de la Universitat de Girona                      | Catalunya |
| 2010 | José Rafael Moneo Vallés    | Arquitecte                                                                      |           |

## Compromís Social
| Any  | Guardonat[13]                         | Activitat               |
| ---- | ------------------------------------- | ----------------------- |
| 2015 | Associació espanyola contra el càncer | Lluita contra el càncer |